# (5147) Maruyama
(5147) Maruyama es un asteroide perteneciente al cinturón de asteroides, descubierto el 28 de enero de 1992 por Seiji Ueda y el astrónomo Hiroshi Kaneda desde el Kushiro Marsh Observatory, Hokkaido, Japón.

## Designación y nombre
Designado provisionalmente como 1992 BQ. Fue nombrado Maruyama en homenaje a una pequeña colina japonesa, situada cerca del monte Moiwa en la parte suroeste de Sapporo y conocido por su hermoso parque zoológico.

## Características orbitales
Maruyama está situado a una distancia media del Sol de 2,616 ua, pudiendo alejarse hasta 3,158 ua y acercarse hasta 2,075 ua. Su excentricidad es 0,207 y la inclinación orbital 8,317 grados. Emplea 1546,09 días en completar una órbita alrededor del Sol.

## Características físicas
La magnitud absoluta de Maruyama es 12,4. Tiene 8 km de diámetro y su albedo se estima en 0,37.